# Floresta EC
Floresta EC is een Braziliaanse voetbalclub uit Fortaleza, de hoofdstad van de staat Ceará. De club speelt in de schaduw van stadsrivalen Ceará en Ferroviário.

## Geschiedenis
De club werd opgericht in 1954 en was lange tijd een amateurclub. In 2015 werd de club vicekampioen in de derde klasse van het Campeonato Cearense. In het eerste seizoen eindigde de club op een vierde plaats. In 2017 werden ze vicekampioen achter Iguatu en promoveerde zo naar de hoogste klasse. Later dat jaar won de club ook de staatsbeker, waardoor ze in 2018 op nationaal niveau mochten aantreden in de Copa do Brasil. De club verloor meteen van Botafogo-PB. In het eerste seizoen in de hoogste klasse bereikte de club de halve finale, die ze verloren van Fortaleza. Dit gaf hen recht op deelname aan de Série D 2019. De club bereikte de kwartfinale tegen Jacuipense en miste zo net de promotie naar de Série C. Door een nieuwe derde plaats in de staatscompetitie mocht de club ook in 2020 in de Série D aantreden. In 2020 degradeerde de club uit de staatscompetitie, maar behaalde later dat jaar wel nog succes door in de Série D de finale te bereiken, waardoor ze wel promoveerden naar de Série C. Hoewel de club de volgende jaren kon standhouden in de Série C slaagden ze er pas in 2023 om terug te promoveren naar de hoogste klasse van de staatscompetitie.

## Erelijst
Copa Fares Lopes
2017
ABC · 
Anápolis · 
Botafogo-PB · 
Brusque ·
Caxias · 
Confiança ·
CSA · 
Figueirense · 
Floresta · 
Guarani · 
Itabaiana · 
Ituano ·
Londrina · 
Maringá · 
Náutico · 
Ponte Preta · 
Retrô · 
São Bernardo · 
Tombense · 
Ypiranga de Erechim